# Mount Panorama Motor Racing Circuit

Mount Panorama Motor Racing Circuit

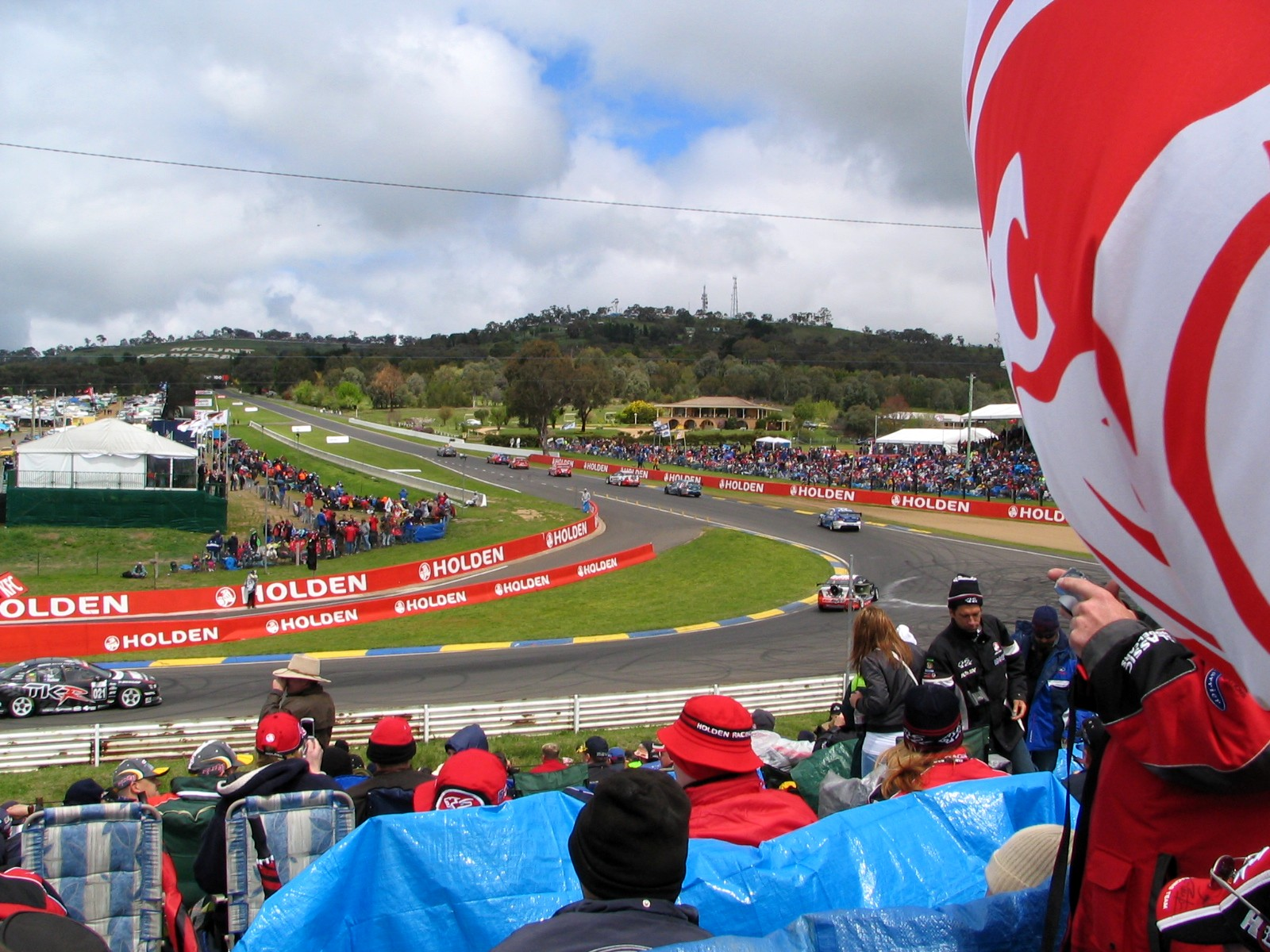
En bild på Hell Corner, den första svängen

Mount Panorama Motor Racing Circuit är en racerbana belägen på berget Wahluu i Bathurst, New South Wales i Australien. Här körs Bathurst 1000-loppet årligen i  oktober. Rickard Rydell vann loppet 1998 tillsammans med australiensaren Jim Richards. Banan är 6 213 meter lång, och är formellt en stadsbana, eftersom det finns ett antal bostäder längs med banan. 
Banan har en mycket ovanlig design med moderna mått mätt. Skillnaden mellan högsta och lägsta punkt är 174 höjdmeter, med lutningar så branta som 1:6. Från start- och mållinjen, kan banan delas in i tre sektioner: 
- Den korta depårakan med den skarpa vänsterkurvan som övergår i en lång, brant uppförsbacke.
- En skarp, trång sektion över själva berget.
- En lång nerförsbacke till Conrod Straight, med den väldigt snabba Chase-kurvan och den slutliga svängen tillbaka in på depårakan som avslutar varvet.

De första tävlingarna på banan, som då var en vanlig landsväg, ägde rum på 1930-talet
Historiskt sett har banan används för många olika typer av racing, från formelbilar till motorcyklar. De egenskaper som gör banan så ovanlig, samt hårdare säkerhetskrav, innebär troligen att just dessa typer av racetävlingar inte kommer att hållas här i framtiden. Banan kommer troligen istället att användas för täckta bilar, till exempel V8 Supercar.
Förutom att det körs tävlingar här, är banan öppen för vanlig trafik. Det är dock en hastighetsgräns på 60 km/h.